# Neapolis apula
Neapolis fu un antico insediamento attestato presso l'odierno abitato di Polignano a Mare.

## Ritrovamenti archeologici
Nel marzo del 1785 il vescovo di Polignano Mattia Santoro rinvenne nel suo orto un enorme sepolcro dipinto a motivi floreali. Il suo ricchissimo corredo funerario constatava di 64 manufatti, tra cui i resti di un'armatura con elmo bronzeo e quattro monumentali esemplari di ceramiche figurate. I reperti di maggior pregio, una sessantina, fra cui un cratere a volute a figure rosse del IV secolo a.C. alto più di un metro, furono donati da monsignor Santoro a re Ferdinando IV di Napoli che li collocò nel Reale Museo di Capodimonte. I vasi di Polignano vennero dichiarati in un dispaccio reale essere «il più prezioso ornamento del Real Museo» partenopeo da cui mutuò il nome il grande cratere, che venne chiamato "gran vaso di Capodimonte". Vi erano, poi, due grandi anfore figurate ed una pregevole loutrophoros. Dopo l'occupazione francese di Napoli e la dispersione del patrimonio vascolare del Museo Reale di Capodimonte, tre dei quattro grandi vasi finirono nelle collezioni di alcuni musei del mondo nei quali sono stati recentemente identificati. A seguito della meticolosa e documentata ricostruzione del percorso del Gran Vaso di Capodimonte da Polignano a New York, il Metropolitan Museum di New York ha riconosciuto ufficialmente Polignano a Mare come luogo d'origine del cratere. Le due grandi anfore di tipo panatenaico sono invece ubicate presso il Louvre di Parigi ed il Museo archeologico di Francoforte sul Meno. Unico vaso ad essere rimasto in Italia presso il Museo archeologico di Napoli è la loutrophoros. Il grande vaso per abluzioni nuziali (loutrophoros) è stato esposto nella città dell'antico ritrovamento in una mostra tematica (2016) presso Palazzo San Giuseppe.
Nel corso degli scavi di Monsignor Santoro vennero ritrovate parecchie monete bronzee con l'iscrizione dorica NEAP, recanti le effigi di Dioniso, Demetra, Artemide ed altre, che insieme ai sontuosi corredi funerari attestano il ruolo strategico esercitato sul litorale adriatico dall'antica Neapolis Apula.